# Guatemalica luctuosa
Guatemalica luctuosa är en skalbaggsart som beskrevs av Thierry Bourgoin 1916. Guatemalica luctuosa ingår i släktet Guatemalica och familjen Cetoniidae. Inga underarter finns listade i Catalogue of Life.